# NGC 55
NGC 55 ist eine von der Seite sichtbare Balken-Spiralgalaxie vom Hubble-Typ SBm im Sternbild Bildhauer am Südsternhimmel. Sie ist schätzungsweise 6 Millionen Lichtjahre von der Milchstraße entfernt und hat einen Durchmesser von 55.000 Lichtjahren. NGC 55 hat eine scheinbare Helligkeit von 7,8 mag, damit ist diese Spiralgalaxie die zwölfthellste Galaxie am Himmel.
Obwohl das Sternsystem zur Sculptor-Gruppe gezählt wird, hat es eine Radialgeschwindigkeit, die auf eine Zugehörigkeit zur Lokalen Gruppe schließen lässt. Tatsächlich liegt die Galaxie an der Grenze zwischen der Sculptor- und der Lokalen Gruppe. Sie ist das hellste Mitglied der NGC 55-Gruppe (LGG 4).
NGC 55 und NGC 300 sind nur etwa eine Million Lichtjahre voneinander entfernt, daher nimmt man an, dass es sich um ein gravitativ gebundenes Paar handelt.
Das Objekt wurde am 4. August 1826 vom schottischen Astronomen James Dunlop entdeckt. Der östliche ausgeprägte Abschnitt der Galaxie, welchen der US-amerikanische Astronom Lewis Swift am 23. September 1897 beobachtete, erhielt im Index-Katalog einen eigenen Eintrag (IC 1537).

## NGC 55-Gruppe (LGG 4)
| Galaxie  | Alternativname | Entfernung / Mio. Lj |
| -------- | -------------- | -------------------- |
| NGC 55   | PGC 1014       | 4                    |
| NGC 300  | PGC 3238       | 5                    |
| NGC 7793 | PGC 73049      | 10                   |
| PGC 621  | ESO 349-31     | 10                   |
| PGC 3589 | ESO 351-30     | k. A.                |
| PGC 3721 | ESO 295-29     | 263 !!               |
| PGC 3829 | ESO 352-2      | k. A.                |